# Rita Dalvano

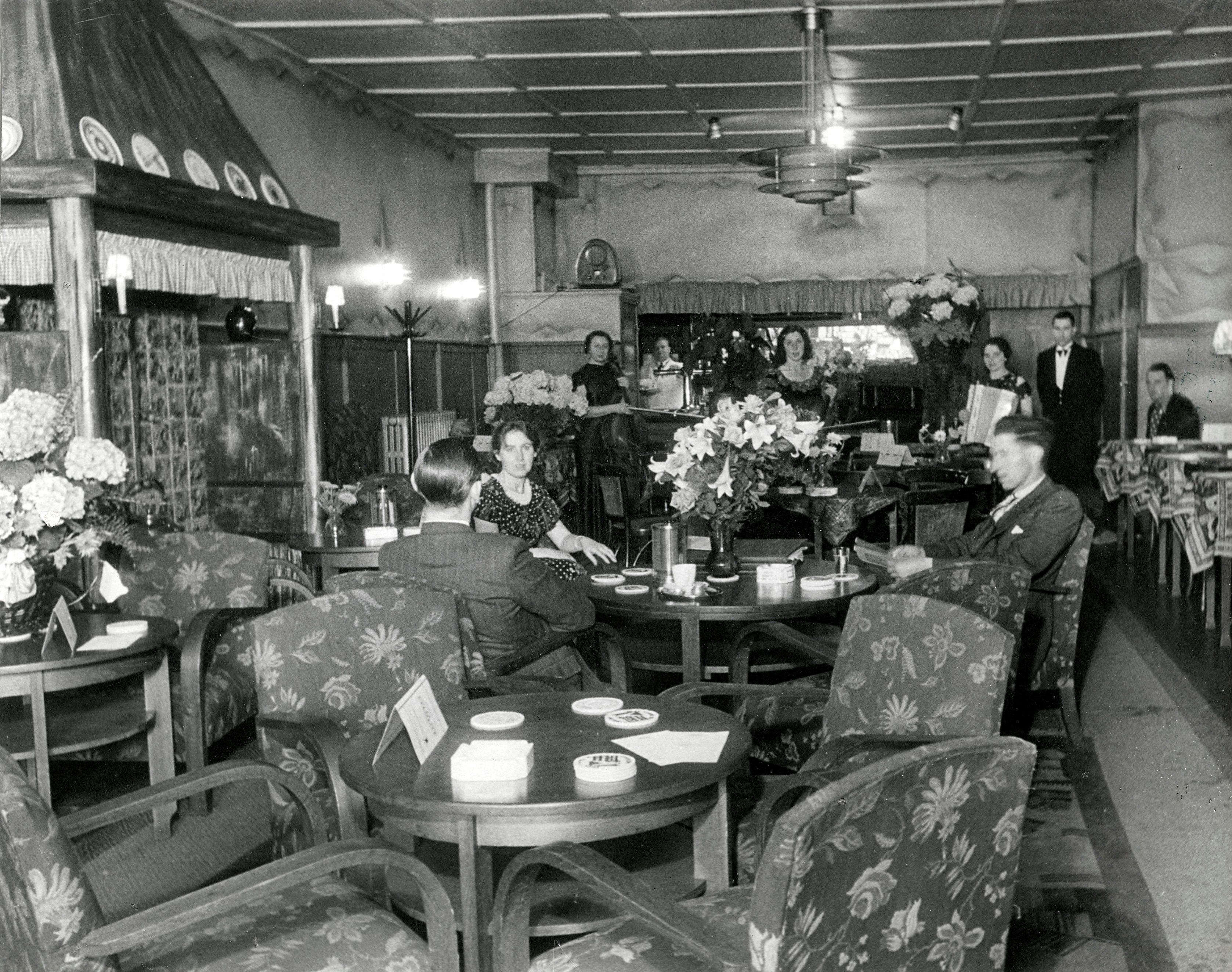
Op de achtergrond Rita Dalvano Trio met in het midden Rita (1936)

Rita Dalvano, pseudoniem van Duifje Walvis, (Rotterdam, 12 augustus 1908 – Amsterdam, 12 december 2001) was een Nederlands violist en dirigent.
Ze was dochter van Sientje de Leeuwe en pianist en kapelmeester Levie Walvis. Broer Joop Walvis was organist, zusje Pauline Walvis was ook violiste, maar overleefde amper de concentratiekampen en moest langdurig in therapie. Ze trouwde in 1937 met kunstenaar Metten Koornstra (Tenny, 1912-1978).
Ze wist al snel dat ze violiste wilde worden. Ze kreeg haar opleiding van Carel Blitz, ze had vanwege een strenge leermeester geen zin in het Conservatorium van Amsterdam, maar ging even later wel naar de Toonkunstmuziekschool. Via die Toonkunst kon ze een studie krijgen in Parijs of Hamburg, maar haar moeder hield dat af.
Ze speelde al tijdens haar opleiding klassieke muziek, ze speelde in 1923 al voor de Joodse Gemeenschap. Door een verdere klassieke opleiding te blokkeren, werd het toch de lichte muziek. Ze zat al op jonge leeftijd in het orkest van Cinema Royal. Ze liet zich wel begeleiden door broer (samen als kinderen enigszins bekend als Pigeon et Jean Baleine) of vader. Ze speelde vaak in de zaken van Heck. Daar kreeg ze de gelegenheid een eigen orkestje te beginnen, maar de naam Duifje Walvis paste daarbij niet; het werd pseudoniem Rita Dalvano. Bij Heck (waarschijnlijk die aan het Rembrandtsplein) leerde ze haar man kennen. Ze vertrokken naar Frankrijk, alwaar Koornstra haar bedroog, vanaf de late jaren vijftig leefden ze gescheiden van tafel en bed (met slechts een verdiepingsvloer ertussen). Een definitieve echtscheiding kwam niet; ze had wel een relatie met vertaler Marcel Parren.
Ze wist in tegenstelling tot haar ouders, die in Auschwitz werden omgebracht, de Holocaust te overleven. Ze was “gemengd getrouwd” en zat een tijdje ondergedoken. Alhoewel al lang buiten de bekende muziekwereld bleef ze tot op hoge leeftijd spelen. Ze speelde jarenlang viool, maar had ook jarenlang eigen ensembles, waarmee ze overal speelde. In de jaren dertig was het de “Hollandsche Dameskapel”; in 1979 was het Damesorkest Het Salon, dat toch uit drie vrouwen en drie manen bestond; ze was de eerste violist.
Vanuit de klassieke muziek had ze nog wel het Dalvano Strijkkwartet, dat af en toe uitgebreid werd tot kwintet etc.
In juni 1989 werd ze vereeuwigd in het televisieprogramma Sweet & Hot Music van Netty van Hoorn, waarin ze de amusementsmuziek van Cambré, Annie van 't Zelfde, Mickey Besemer, Hannie Rutgers, Florentine Peuschens en Duifje Walvis tijdens het interbellum onder de loep nam. Op 11 december 1994 begeleidden Walvis en Wagenvoort Simon Vinkenoog in Hotel Americain tijdens het Boekenbal waar ze ook al vanaf de jaren zestig actief was geweest. In 1995 was ze te gast bij Sonja op Zaterdag van Sonja Barend. Samen met Wibi Soerjadi mocht ze vertellen over haar belevenissen in de muziek.
Ze werd begraven op De Nieuwe Ooster.
- International Standard Name Identifier: 0000 0003 9464 6840
- Nederlandse Thesaurus van Auteursnamen: 234771399
- Virtual International Authority File: 289239168